# I Have a Right
I Have A Right – singel fińskiego zespołu power metalowego Sonata Arctica. Pochodzi z albumu Stones Grow Her Name. Cyfrowa wersja została wydana 18 kwietnia 2012.

## Spis utworów[2]
- I Have A Right (Radio edit)
- I Have A Right

## Twórcy[2]
- Tony Kakko – wokal
- Elias Viljanen – gitara
- Henrik Klingenberg – instrumenty klawiszowe
- Tommy Portimo – instrumenty perkusyjne
- Marko Paasikoski – gitara basowa

### Gościnnie
- Peter Engberg – gitara akustyczna, altówka, banjo
- Anna Lavender – partie mówione
- Timo Kotipelto – wokal wspierający